# Branchiopoda
Branchiopoda è una classe di crostacei primitivi e per lo più di acqua dolce, assomiglianti ai gamberi. Ci sono più di 900 specie di Branchiopodi conosciute al mondo. Tra le più conosciute troviamo l'Artemia salina (gamberi d'acqua salmastra, chiamati da alcuni Scimmie di Mare), e la Daphnia, entrambe allevate come cibo per acquari. I Branchiopodi non vanno confusi con i Brachiopodi.
Sebbene sia un gruppo monofiletico, la grande diversità dei branchipodi rende difficile trovare un carattere fisico comune a tutte le specie.  Nelle vecchie classificazioni, il superordine Diplostraca era formato dai due ordini Conchostraca e Cladocera. Stando alle ultime ricerche, questi ordini potrebbero essere artificiosi, poiché alcuni dei loro membri hanno delle origini in comune con i Diplostraca. Per questa ragione l'ordine Conchostraca non viene più usato.
Anche se qualche specie di pulci acquatiche si sono adattate ad una vita marina, questi crostacei vivono principalmente nell'acqua dolce. La specie più antica conosciuta è il fossile del Cambriano superiore svedese (500 milioni di anni fa) chiamato Rehbachiella kinnekullensis. Il gruppo Anostraca viene considerato il gruppo di crostacei più basale, valutando che si sia separato dal ramo principale prima degli altri. La sottoclasse Sarsostraca è stata infatti creata per includere Anostraca ed fossili del Cambriano come l'ordine Lipostraca e il genus Rehbachiella. Questi reperti fossili indicano che Branchipoda è verosimilmente il gruppo di crostacei più antico, apparsi ancor prima dei cefalocaridi che datano del Carbonifero.
I Branchiopodi in generale possiedono delle appendici toraciche, utili per la funzione locomotoria, respiratoria e filtratrice del cibo. Gli arti toracici hanno espansioni fogliformi che funzionano come branchie, per respirare e, in alcune specie, anche per mangiare.

## Evoluzione

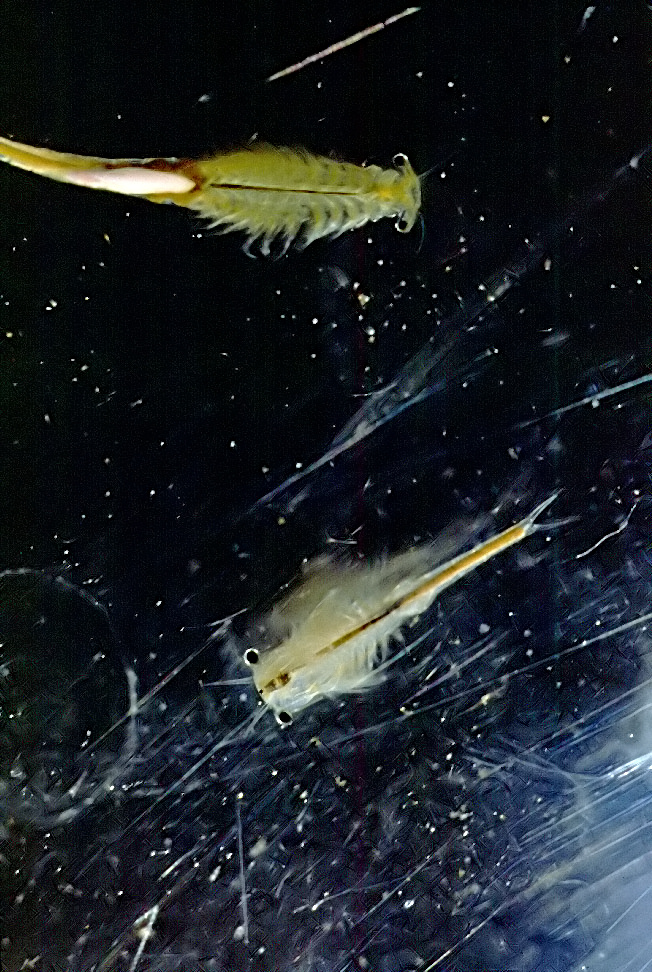
Anostraca adulto, Branchinecta packardi

Probabilmente in origine vivevano in ogni tipo di ambiente acquatico, ma sono sopravvissuti solo quelli migrati in acque più fresche. Si adattano specialmente in pozze d'acqua ed in acque che sono in condizioni troppo estreme per la vita di altre specie (come nei laghi salati), ciò indica che possono, in antichità, aver sfruttato questi posti come rifugio, perché non capaci di competere o di scappare da specie più evolute in altri habitat.
Tutto ciò ha avuto come risultato un corto ciclo di vita e un corpo molto piccolo. I Branchiopodi più grossi, gli Anostraci, i Notostraci e i Concostraci (anche se quest'ultimo sembra essere un ordine artificioso) sono considerati come i più primitivi, e molti di loro non riescono ancora a vivere in acque dove vivono i pesci e gli altri predatori più evoluti, essendo troppo lenti e vulnerabili. Pochi di loro, però, si sono evoluti per superare questo problema e sopravvivere, anche con predatori accanto. I branchiopodi più piccoli sono riusciti a diventare zooplankton in maniera tale che acque piene di pesci e di altri predatori non sono più un problema. La loro forza sta nel grande numero, grazie alle loro piccole dimensioni, nell'essere molto prolifici e nell'avere un ciclo di vita molto corto.

## Caratteristiche
Il numero dei segmenti toracici varia da specie a specie. La struttura del sistema riproduttivo, del sistema nervoso e del sistema circolatorio è primitiva se comparata agli altri crostacei. Non esistono parassiti. Non possono vivere in acque troppo profonde.
Leptodora, un branchiopode relativamente grande, usa il suo corpo trasparente per camuffarsi. Si dice che l'ombra si veda più facilmente di un Leptodora.
I Gamberi Vongola, come dice il nome, vivono coperti dal fango, coperti come cozze sul fondo di pozze temporanee. Si sono adattati così bene alla vita estrema che riescono a raggiungere l'età 'adulta' in pochi giorni, sotto condizioni ottimali. Si riproducono sessualmente, ermafroditicamente o partenogenicamente.